# Havoc Pennington
Robert Sanford Havoc Pennington (nascut c. 1976) és un enginyer informàtic i empresari. És conegut en la comunitat del programari lliure gràcies al seu treball en HAL, GNOME, Metacity, GConf, i D-BUS.
Es va graduar a la Universitat de Chicago el 1998. Després de graduar-se, va treballar a Red Hat com a enginyer de l'entorn d'escriptori durant 9 anys, acabant el 2008. També va ser un dels principals desenvolupadors de la distribució Debian GNU/Linux, i també va fundar el projecte Freedesktop.org l'any 2000. Va promoure la idea del GNOME Online Desktop el 2007. Durant un temps, va dirigir el desenvolupament del projecte Mugshot de 2006 fins a 2009. A partir de 2008 fins a juny de 2011, va treballar en un producte de consum per a la start-up Litl (maquinari i programari i serveis propietaris). Des de llavors, ha treballat per a Typesafe.

## Publicacions
Havoc Pennington, GTK+ /Gnome Application Development, Sams, ISBN 978-0735700789, 1999.